# Sargento Aldea (LSDH-91)
El buque multipropósito Sargento Aldea (LSDH-91) de la Armada de Chile, originalmente botado como Foudre (L9011), es un LPD (landing platform dock) de la Clase Foudre botado en 1988 para la Marine nationale. Fue adquirido por Chile en 2011. Es el buque insignia del Comando Anfibio y de Transportes Navales de la Armada de Chile.

## Historial
El Foudre fue el 12.º buque en llevar este nombre.
Sirvió durante la guerra de la antigua Yugoslavia, y fue el elemento central de la Operación Licorne en Costa de Marfil en 2004, y en la operación Baliste de 2006 en Líbano.
También fue desplegado en las operaciones Corimbo 95 (noviembre de 2008-marzo de 2009) y Corimbo 101 (enero de 2010) en el Golfo de Guinea como parte del apoyo permanente de buques de guerra al personal civil y militar con base en el África Occidental.
El 17 de enero de 2009, uno de los helicópteros del Foudre se estrelló en la costa de  Gabón, con el resultado de siete militares franceses fallecidos y uno desaparecido. Tras hacer escala en Portugal, el 2 de junio se desplazó al lugar del accidente del vuelo 447 de Air France.
En junio de 2010, fue ofrecido por el gobierno de Francia a Argentina, que previamente, había rechazado la adquisición de los dos buques de la Clase Ouragan por haberse utilizado asbesto en su construcción.
En 2011 el buque fue ofrecido a la Armada de Chile para reemplazar al recientemente dado de baja Valdivia (LST-93), donde finalmente en octubre de 2011 se aprobó su adquisición. El buque fue dado de baja en la Armada francesa y donde fue reemplazado por el  Dixmude (L9015), tercero de los buques de la clase Mistral que entró en servicio en mayo de 2011. El TCD Foudre fue transferido a la Armada de Chile en una ceremonia el 23 de diciembre de 2011.

### Buques de la clase
• NDM Bahia (G40) ex-Siroco (L 9012)

### Buques similares
• Clase Galicia

### Secuencias de designación
Clase Ouragan → Clase Foudre → Clase Mistral

### Listas relacionadas
- Anexo:Buques de asalto anfibio de Chile
- Anexo:Buques de asalto anfibio de Francia